# ويليام بيغين
ويليام بيغين (بالفرنسية: Guillaume Beghin)‏ هو لاعب كرة قدم فرنسي في مركز الوسط، ولد في 26 أبريل 1997 في Seclin ‏ في فرنسا. لعب مع نادي بولون.

## وصلات خارجية
- ويليام بيغين على موقع رابطة كرة القدم الفرنسية للمحترفين (الإنجليزية)
- ويليام بيغين على موقع قاعدة بيانات كرة القدم.إي يو (الإنجليزية)
- ويليام بيغين على موقع ليكيب (الفرنسية)
- ويليام بيغين على موقع Soccerway.com (الإنجليزية)